# Noord-Beveland

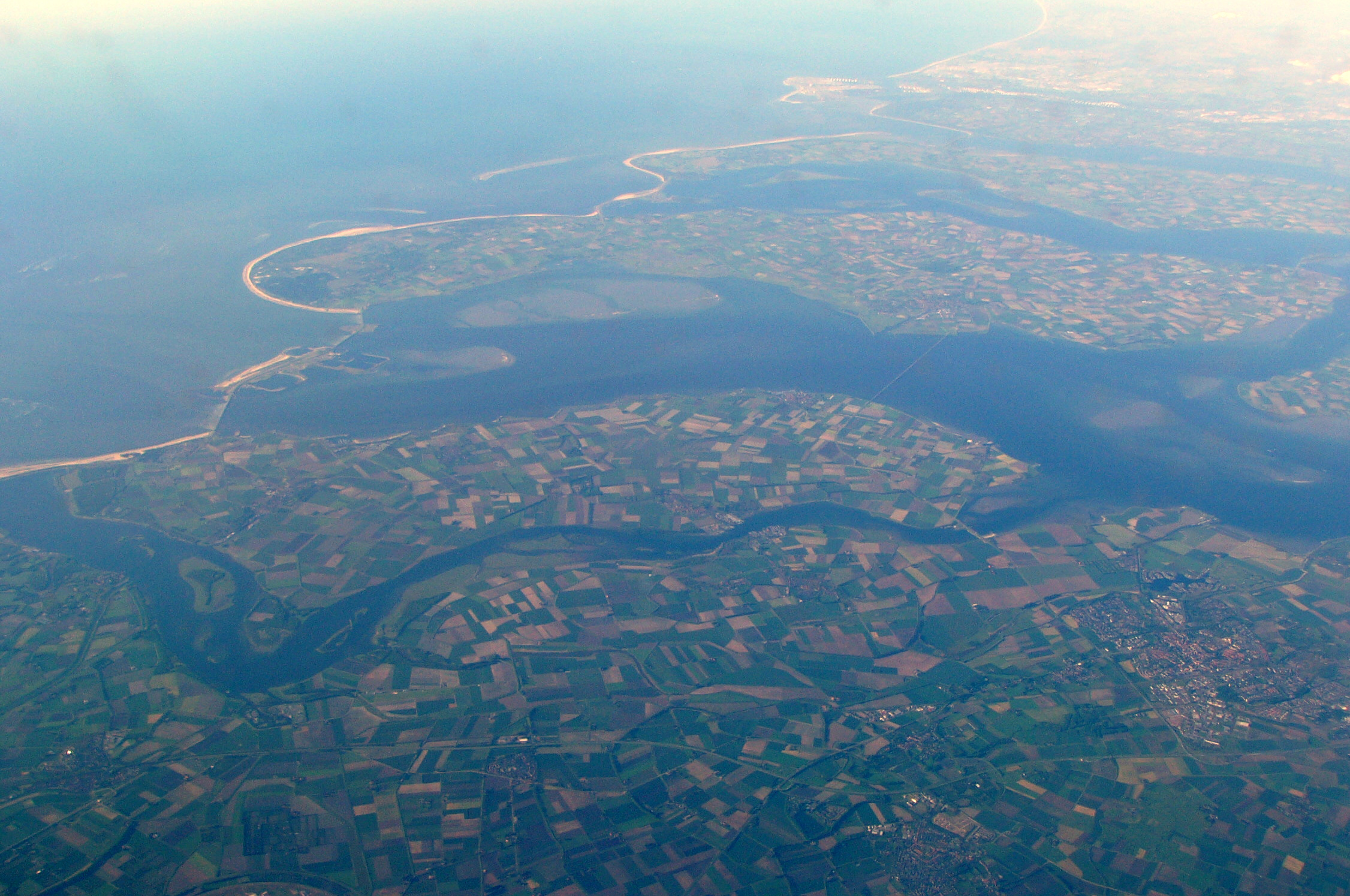
Luchtfoto van Noord-Beveland

Noord-Beveland (uitspraakⓘ) is een (voormalig) eiland en tevens een gemeente en streek in de Nederlandse provincie Zeeland. Het eiland ligt ten noorden van Walcheren en Zuid-Beveland en is daar met twee dammen mee verbonden. Daartussen ligt het Veerse Meer. Aan de noord- en oostzijde van Noord-Beveland ligt de Oosterschelde met wegverbindingen over de Oosterscheldekering en de Zeelandbrug naar Schouwen-Duiveland.
Het eiland is geheel vlak en ligt 1 meter boven zeeniveau. De naam Beveland is een verbastering van Bavoland, genoemd naar de missionaris Sint Bavo.
Als gemeente ontstond Noord-Beveland in 1995 uit een fusie van de gemeenten Kortgene en Wissenkerke. De gemeente telt 7.943 inwoners (22 november 2024, bron: CBS) en heeft een oppervlakte van 120,29 km² (waarvan 34,21 km² water).

## Geschiedenis

### Eerste bedijkingspogingen
Bij Colijnsplaat heeft zich (net als bij Domburg) een tempel bevonden die gewijd was aan Nehalennia; een Keltisch-Germaanse beschermgodin van vissers en zeelui. Rond deze tempel ontstond een handelsnederzetting die Ganuenta werd genoemd. Rond 275 raakte het gebied ontvolkt als gevolg van invallen van de Germanen en wegens aanhoudende overstromingen. Vanaf 700 begonnen de schorren bevolkt te raken. Na de grote stormvloed van 1014 werden de eerste dijken aangelegd en werden terpen verhoogd. Rond 1100 werd op Noord-Beveland te Welle de eerste kerk gebouwd. Na de grote stormvloed van 1134 werd Noord-Beveland bedijkt. Het waren echter net als in andere delen van Zeeland niet erg hoge en smalle dijken, die niet bestand waren tegen zware zeevloeden. In de 15e eeuw werd gesproken van 'quade dijckage' als teken dat het er niet goed voor stond. Hoewel er hulp werd toegezegd, kwam deze uiteindelijk te laat: Een stormvloed op 5 november 1530 (de Sint-Felixvloed) overspoelde heel Noord-Beveland. Een keizerlijke visitatie en enkele herstelwerkzaamheden konden niet voorkomen dat het eiland bij de Allerheiligenvloed (1532) vervolgens volledig werd weggevaagd. Alleen de kerktorens van Kortgene en Wissenkerke staken nog boven water uit en werden nog lange tijd gebruikt als bakens voor de scheepvaart. De schorren ter plaatse van het eiland werden echter door de zee weer verhoogd en vanaf 1549 konden deze weer worden verpacht aan schapenhouders.

### Ontstaan van het huidige eiland

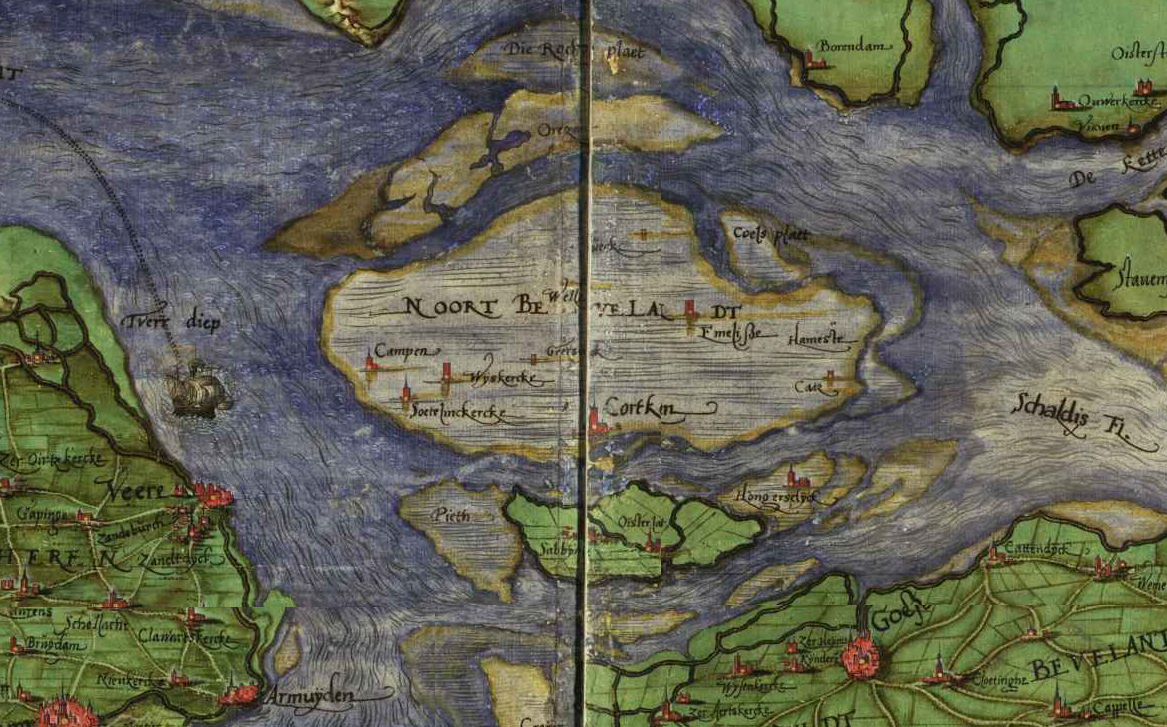
Noord-Beveland in 1573

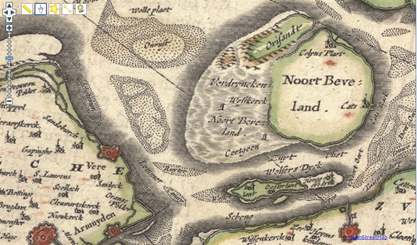
Noord-Beveland in de 17e eeuw

Vanaf 1592 werd er gesproken over het herinpolderen van het eiland. Na veel discussie verleenden de Staten van Zeeland uiteindelijk in 1596 hun octrooi om het eiland weer in te polderen. Het jaar erop werd met behulp van de herders een kaart gemaakt van het te bedijken land en in het voorjaar van 1598 werd begonnen met de bedijking van de Oud-Noord-Bevelandpolder. In juli werd een kaart vervaardigd met de grenzen tussen de ambachtsheerlijkheden om de rechten vast te leggen op de opwassen enerzijds (het land van de bestaande te herbedijken polder; van oudsher eigendom van de grafelijkheid) en de aanwassen anderzijds (het land dat buitendijks door de zee werd afgezet; eigendom van de ambachtsheerlijkheden). In 1598 werd Noord-Beveland aldus weer gedeeltelijk ingepolderd. De dorpen Colijnsplaat en Kats werden aangelegd. Nadat de schorren aan zuid- en westzijde van het eiland steeds verder aangroeiden werd in 1616 overgegaan tot het inpolderen van deze buitendijkse gronden (aanwassen) als de Nieuw-Noord-Bevelandpolder. In 1652 volgde Wissenkerke, in 1658 de Kamperlandpolder (opwas), in 1668 Geersdijk, en in 1684 werd de rest van Noord-Beveland ingepolderd (de Stadspolder). Het oude verdronken Kortgene vormde de basis voor een nieuw dorp Kortgene. Aan de kerktoren van het oude Kortgene werd een nieuw schip gebouwd. Tussen 1598 en 1856 werden 33 bedijkingen uitgevoerd met een totale omvang van ongeveer 8800 hectare. Hiervan ging ongeveer 1200 hectare weer verloren. Met name aan noordzijde van het eiland werd de dijk verschillende malen teruggelegd onder invloed van vele dijkvallen en oeverafschuivingen.
De Sophiapolder, gewonnen in 1774, ging in de nacht van 22 op 23 december 1894 bij een stormramp weer verloren.

### Bevolking
De bevolking van Noord-Beveland kwam uit andere delen van Zeeland, maar ook uit Vlaanderen, Holland, Brabant, Limburg, en zelfs uit Duitsland, Frankrijk, Engeland, Schotland, en Zwitserland. Het dialect van Noord-Beveland wijst erop dat de meeste kolonisten van Schouwen-Duiveland kwamen. Deels ging het hierbij om arbeiders, ambachtslieden, en schippers die na de aanleg van de dijken, de polder en de dorpen hadden besloten hier te blijven wonen. Vanaf de jaren-1870 vond op grote schaal suikerbietenteelt plaats. De bieten werden naar de vele haventjes gebracht, vanwaar ze naar de suikerfabrieken in bijvoorbeeld Dinteloord werden vervoerd. Voor de mensen voer er een veerbootje de Zandkreek tussen Kortgene en Wolphaartsdijk op Zuid-Beveland.

### Ontwikkelingen sinds de Watersnood van 1953
Tijdens de Watersnood van 1953 werd een dijkdoorbraak bij Colijnsplaat op het nippertje voorkomen. Deze gebeurtenis staat bekend als het wonder van Colijnsplaat. Op andere plaatsen in Noord-Beveland, onder andere bij Kortgene, vonden wel dijkdoorbraken plaats. Daardoor overstroomden alsnog grote gedeelten van het eiland.
Tot aan de bouw van de beide dammen in 1961 met Walcheren en Zuid-Beveland en de Zeelandbrug in 1965 leefden de bewoners van Noord-Beveland vrij geïsoleerd. Er waren alleen pontverbindingen naar Zierikzee, Goes en Veere. Mede door betere wegverbindingen met de rest van Zeeland nam de welvaart geleidelijk toe. Tussen 1978 en 1980 werd de dijk verzwaard om verdere dijkvallen te voorkomen. De kustlijn werd hierbij van een rafelig geheel tot een strakke vorm teruggebracht.
Vanaf de jaren '70 is de Oosterscheldekust volgebouwd met vakantieparken van Roompot. Verder is landbouwgrond opgeofferd aan woningbouw en industrie.

## Kernen
| Woonplaats (BAG) | Inwoners 2023 |
| ---------------- | ------------- |
| Kamperland       | 2.180         |
| Kortgene         | 2.035         |
| Colijnsplaat     | 1.590         |
| Wissenkerke      | 1.240         |
| Kats             | 460           |
| Geersdijk        | 355           |

Verder zijn er de buurtschappen Plankendorp en Stroodorp.

## Gemeenteraad
De gemeenteraad van Noord-Beveland bestaat uit 13 zetels. Hieronder staat de samenstelling van de gemeenteraad sinds 1994:
| Partij                   | 1994 | 1998 | 2002 | 2006 | 2010 | 2014 | 2018 | 2022 |
| ------------------------ | ---- | ---- | ---- | ---- | ---- | ---- | ---- | ---- |
| Noord-Bevelands Belang   | 4    | 3    | 4    | 3    | 3    | 2    | 4    | 4    |
| VVD                      | 2    | 3    | 2    | 2    | 3    | 3    | 2    | 2    |
| SGP                      | 1    | 1    | 1    | 2    | 2    | 2    | 2    | 2    |
| PvdA/GroenLinks          | 2    | 2    | 2    | 3    | 2    | 1    | 1    | 2    |
| CDA                      | 4    | 4    | 4    | 3    | 3    | 2    | 2    | 1    |
| Betrokken Noord-Beveland | -    | -    | -    | -    | -    | 3    | 1    | 1    |
| D66                      | -    | -    | -    | -    | -    | -    | 1    | 1    |
| Totaal                   | 13   | 13   | 13   | 13   | 13   | 13   | 13   | 13   |

## Herindelingen
De gemeente Noord-Beveland is tot stand gekomen na opeenvolgende herindelingen. De huidige gemeente ontstond op 1 januari 1995. Hieronder een overzicht van de voormalige gemeenten:
- Noord-Beveland → ontstaan 1 januari 1995
  - Kortgene → opgeheven 1 januari 1995
    - Colijnsplaat → opgeheven 1941
    - Kats → opgeheven 1941

  - Wissenkerke → opgeheven 1 januari 1995
    - 's-Gravenhoek → opgeheven 1816
    - Kampensnieuwland (Kamperland) → opgeheven 1816

## Ligging
Noord-Beveland ligt ten noorden van Walcheren en Zuid-Beveland aan de Oosterschelde en wordt van deze eilanden gescheiden door het Veerse Meer. De Oosterscheldekering en de Zeelandbrug verbinden het met Schouwen-Duiveland.
| Aangrenzende gemeenten | Aangrenzende gemeenten | Aangrenzende gemeenten | Aangrenzende gemeenten | Aangrenzende gemeenten |
| ---------------------- | ---------------------- | ---------------------- | ---------------------- | ---------------------- |
|                        |                        | Schouwen-Duiveland     |                        |                        |
|                        |                        |                        |                        |                        |
| Veere                  | Tholen                 |                        |                        |                        |
|                        |                        |                        |                        |                        |
| Middelburg             |                        | Goes                   |                        | Kapelle                |

## Verkeer en vervoer

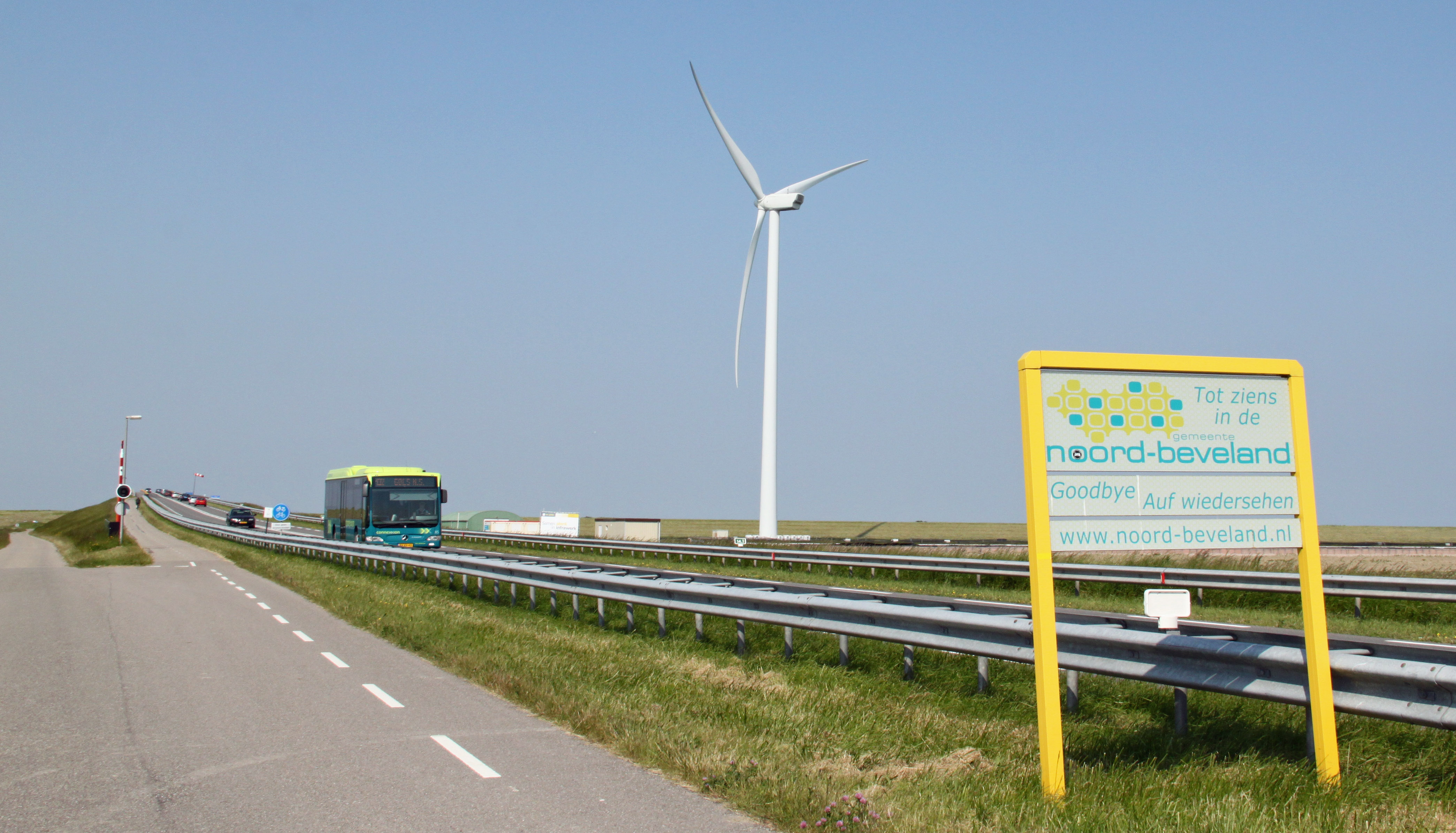
Een bus van Zierikzee naar Goes over de N256 bij de Zeelandbrug te Colijnsplaat.

De belangrijkste weg is de N255, die vanaf de N57 van Brielle naar Middelburg in het westen naar het oosten dwars over Noord-Beveland loopt, en in het oosten aansluit op de N256 van Goes naar Zierikzee (via de Zeelandbrug). Noord-Beveland is via de Veerse Gatdam verbonden met Walcheren, via de Zandkreekdam met Zuid-Beveland en via de Oosterscheldekering en de Zeelandbrug met Schouwen-Duiveland.

## Monumenten
In de gemeente zijn er een aantal rijksmonumenten en oorlogsmonumenten, zie:
- Lijst van rijksmonumenten in Noord-Beveland
- Lijst van oorlogsmonumenten in Noord-Beveland

## Natuur
De Natura 2000-gebieden Veerse Meer, Oosterschelde en Voordelta liggen voor een deel binnen de gemeentegrenzen. Enkele stukken binnendijks Natura 2000-gebied Oosterschelde zijn te vinden tussen Sophiahaven en Jacobahaven (in het noorden van de gemeente), het Bokkegat oost van Wissenkerke, en zuid van Kats een gebied rond de Katse Kreek. 
Het Nationaal Park Oosterschelde ligt ook voor een deel in de gemeente Noord-Beveland.